# Кириллово (Липецкая область)
Кириллово — село в Становлянском районе Липецкой области.
Административный центр Кирилловского сельсовета.

## География
Расположено севернее села Баевка. Рядом с Кириллово протекает река Воргол и ручей Грунин Воргол.
Через село проходят просёлочные и автомобильная дороги.

### Улицы
| - пер. Заводской - ул. Заводская - ул. Молодёжная | - ул. Новая - ул. Полевая - ул. Центральная |

## Население
| 2010 |
| ---- |
| 298  |